# باشگاه فوتبال هاپوئل تل آویو
باشگاه فوتبال هاپوئل تل آویو (به عبری: מועדון הכדורגל הפועל תל אביב)، یکی از باشگاه‌های فوتبال اسرائیل است که در شهر تل آویو قرار دارد. این باشگاه در سال ۱۹۲۷ تأسیس شد. این تیم پس از مکابی بیشترین قهرمانی در لیگ اسراییل را دارد. باشگاه‌های اسراییلی پیشتر در رقابت‌های آسیایی بازی می‌کردند تا جایی که هاپوئل در سال ۱۹۶۷ به مقام قهرمانی لیگ قهرمانان آسیا دست یافت.
این تیم در فصل ۱۹۷۰ باز هم به مرحله فینال رسید ولی با نتیجه ۲–۱ مغلوب تاج تهران (استقلال ایران) شد.

## افتخارات

### داخلی

#### لیگ
| افتخار                          | تعداد | سال‌ها |
| ------------------------------- | ----- | --- |
| لیگ اسرائیل لیگ لئومیت لیگ برتر | ۱۳    | 1933–34, 1934–35, 1938–39, 1940, 1943–44, 1956–57, 1965–66, 1968–69, 1980–81, 1985–86, 1987–88, 1999–2000, ۲۰۰۹–۱۰ |

#### جام‌ها
| افتخار               | تعداد | سال‌ها |
| -------------------- | ----- | --- |
| جام حذفی             | ۱۶    | 1928, 1934, 1937, 1938, 1939, 1944, 1960–61, 1971–72, 1982–83, 1998–99, 1999–2000, 2005–06, 2006–07, 2009–10, 2010–11 |
| توتو کاپ (دسته برتر) | ۱     | ۲۰۰۱–۰۲ |
| سوپر جام             | ۵     | 1957, 1966, 1969, 1970, ۱۹۸۱                                                                                          |

### آسیایی
| افتخار          | تعداد | سال‌ها |
| --------------- | ----- | ----- |
| لیگ نخبگان آسیا | ۱     | ۱۹۶۷  |

### اروپایی
- لیگ قهرمانان اروپا
  - مرحله گروهی(۱): ۱۱–۲۰۱۰
- لیگ اروپا
  - مرحله یک چهارم نهایی(۱): ۰۲–۲۰۰۱
  - مرحله یک شانزدهم نهایی(۲): ۰۷–۲۰۰۶، ۱۰–۲۰۰۹
  - مرحله گروهی(۳): ۰۸–۲۰۰۷، ۱۲–۲۰۱۱، ۱۳–۲۰۱۲

### سایر
| افتخار      | تعداد | سال‌ها   |
| ----------- | ----- | ------- |
| Shapira Cup | ۱     | 1954–55 |

### دسته جوانان
| افتخار                      | تعداد | سال‌ها                                                                  |
| --------------------------- | ----- | ---------------------------------------------------------------------- |
| Israeli Noar Premier League | ۵     | 1944–45, 1965–66, 1977–78, 1980–81, ۱۹۸۹–۹۰                            |
| Israel Youth State Cup      | ۸     | 1959–60, 1967–68, 1985–86, 1989–90, 1991–92, 2008–09, 2014–15, ۲۰۱۸–۱۹ |